# Burgohondo (kommunhuvudort)
Burgohondo är en kommunhuvudort i Spanien.   Den ligger i provinsen Provincia de Ávila och regionen Kastilien och Leon, i den centrala delen av landet, 90 km väster om huvudstaden Madrid. Burgohondo ligger 847 meter över havet och antalet invånare är 1 180.
Terrängen runt Burgohondo är kuperad åt nordväst, men åt sydost är den bergig. Burgohondo ligger nere i en dal.Runt Burgohondo är det ganska glesbefolkat, med 29 invånare per kvadratkilometer. Närmaste större samhälle är La Adrada, 17,9 km sydost om Burgohondo. 